# El Qanah FC
L'El Qanah Football Club (àrab: نادي القناة لكرة القدم, Nādī al-Qanāt li-Kurat al-Qadam, ‘Club de Futbol del Canal’), també conegut com a Suez Canal, és un club de futbol egipci de la ciutat de Suez. Va ser fundat el 1935 per un grup d'Ismaïlia amb el nom Badran Club. El 1948 van convèncer la companyia del Canal de Suez per formar el club El Qanah. Guanyà la Copa egípcia de futbol la temporada 1963-64.